# The Blue Ridge Rangers
The Blue Ridge Rangers är ett musikalbum från 1973 med John Fogerty, och hans första soloalbum.

## Låtförteckning
1. Blue Ridge Mountain Blues (traditionell; 2.30)
2. Somewhere Listening (Arch Brownlee; 2.39)
3. You're the Reason (Edwards-Henley-Imes-Fell; 3.13)
4. Jambalaya (Williams; 3.13)
5. She Thinks I Still Care (Dickie Lee Lipscomb; 2.55)
6. California Blues (J. Rodgers; 3.04)
7. Working on a Building (traditionell; 4.35)
8. Please Help I'm Falling (Robertson-Blair; 2.48)
9. Have Thine Own Way, Lord (Stebbin-Pollard; 2.59)
10. I Ain't Never (Tillis-Pierce; 2.51)
11. Hearts of Stone (Ray-Jackson; 2.10)
12. Today I Started Loving You Again (Haggard-Owens; 3.17)